# 会津本郷焼

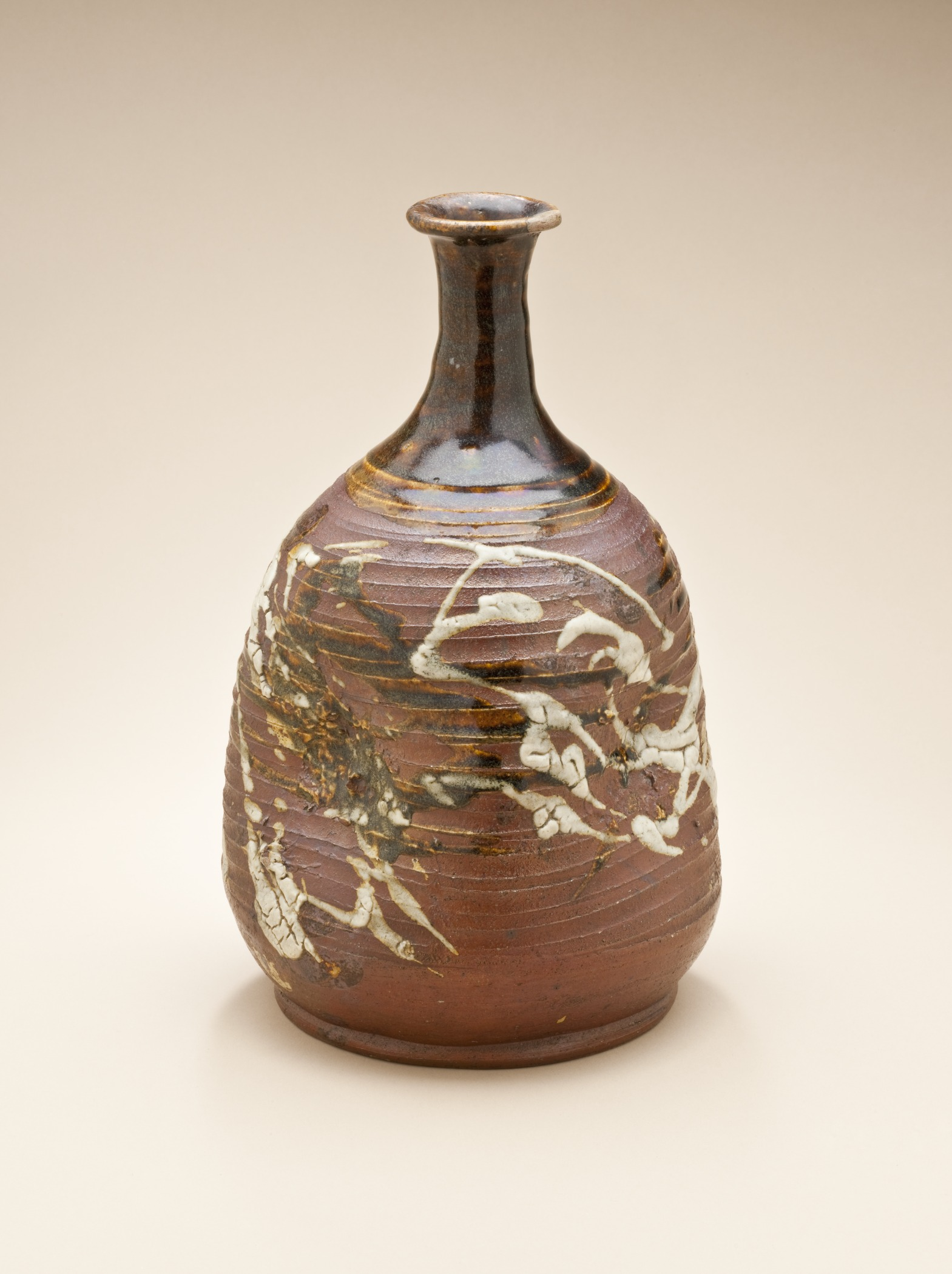
会津本郷焼の徳利（19世紀中頃）

会津本郷焼（あいづほんごうやき）とは、福島県大沼郡旧会津本郷町（現在は会津美里町の一部）周辺を産地とする陶器及び陶磁器である（会津若松市に所在する窯元もある）。会津本郷せと市が毎年8月第一日曜日に開かれている。

## 歴史
豊臣政権下で会津地方の領主となった蒲生氏郷が1593年、播磨国から瓦工を呼んで鶴ヶ城の屋根瓦を製造させたのが始まりである。江戸時代前期の1645年、会津藩主の保科正之の求めに応じて尾張国瀬戸から陶工・水野源左衛門が招かれ、本郷村で陶土を発見して本格的に焼き物の基礎を築いた。1800年には、藩命で有田に潜入して技術を学んだ佐藤伊兵衛が本郷村の大久保陶石を使って磁器づくりにも成功。現在の会津本郷焼の原型が完成する。水野は「陶祖」、佐藤は「磁祖」として、9月16日の陶祖祭で遺徳を偲んでいる。
幕末の戊辰戦争で会津も戦場となり（会津戦争）、作陶も大打撃を受けたが復興。明治時代には「会津本郷焼」の呼称も定まり、輸出も行われた。
花瓶のほか土瓶、皿などの食器、急須、マグカップ、箸置き、香合など様々な製品がつくられている。1993年には通商産業省から伝統的工芸品産地として指定されている。2021年には地域団体商標にも登録された。明治の最盛期には窯元が100を超えたが、2021年時点では13である。

## 特徴
陶石を原料に使う磁器産地としては関東以北で唯一である。大久保陶石は風雨に1年以上さらした上で砕いて、粘土として練り上げる手間をかける。厚手で丈夫な仕上がりで知られる。色合いは用途により様々である。
会津本郷焼で使われる釉薬に「飴釉」がある。飴釉は文字通り飴色で光沢を持っている。この飴釉を使った代表的な陶器が「にしん鉢」で古くからにしんの山椒漬け専用として使われてきた。また、磁器を製作している窯元も多いが、とりわけ保科正之が弓隊を配して開拓させた集落地である御弓新田（現在の会津美里町新町）唯一の磁器の窯元となった佐竹富太郎の次男富三郎が明治5年に分家して富三窯を開窯。4代目富三は、日本原産の花椿をモチーフにし、染付の技術・技法とともに会津焼の伝統を現代に生かすデザインを創案した。